# Il viaggio a Reims
Il viaggio a Reims is een opera dramma giocoso in één bedrijf van de Italiaanse componist Gioachino Rossini (1792-1868). De opera ging onder de volledige titel Il viaggio a Reims ossia L'albergo del giglio d'oro (De reis naar Reims, of het Hotel van de gouden lelie) op 19 juni 1825 in Parijs in het Théâtre Italien in première, ter gelegenheid van de kroning van de Franse koning Karel X. De librettist Luigi Balocchi ontleende de personages en omstandigheden in de opera aan de roman Corinne, ou l'Italie uit 1807 van de romanschrijfster Madame de Staël.

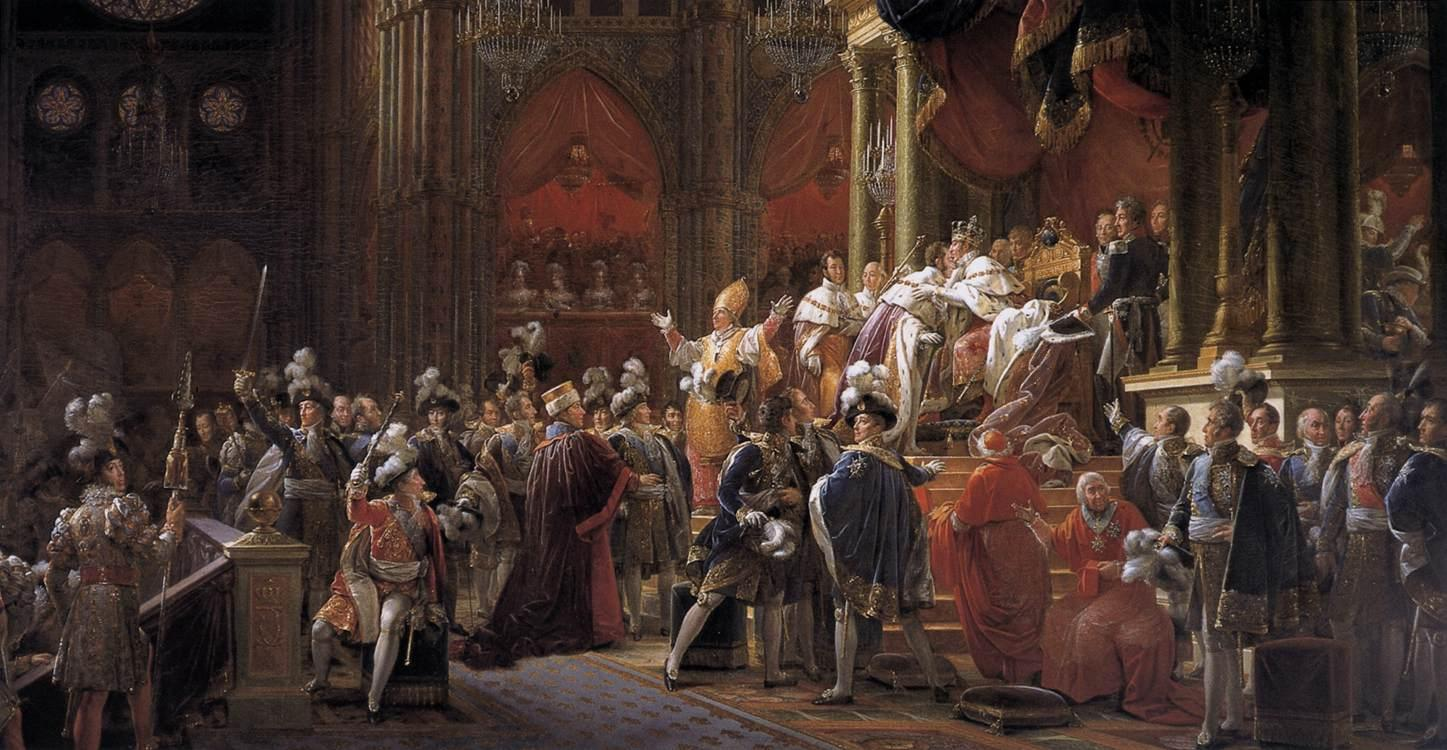
François Gérard - Le sacre de Charles X (1827) - WGA08603

## Uitvoeringsgeschiedenis
De opera werd in 1825 vier keer uitgevoerd. Na de première op 19 juni volgden er nog uitvoeringen op 23 juli, 25 juli en 12 september. Daarna verdween het werk voor ruim anderhalve eeuw van het repertoire. De opera vergt 18 zangers, waarvan door de moeilijkheidsgraad van de zangpartijen het merendeel van uitzonderlijk niveau moet zijn. Rossini zelf verbood publicatie van het manuscript, en werkte delen uit Il viaggio a Reims om tot een nieuwe, Franstalige opera Le Comte Ory. Het oorspronkelijke manuscript raakte in delen verspreid, en ging deels verloren. Pas in de jaren zeventig van de twintigste eeuw werden fragmenten van het oorspronkelijke manuscript in verschillende Europese bibliotheken teruggevonden, waaronder een manuscript met onderdelen die Rossini niet voor Le Comte Ory had gebruikt. Uiteindelijk bleek een bijna complete oorspronkelijke Il viaggio a Reims samen te stellen, met uitzondering van enkele recitatieven en het slotkoor die vooralsnog niet teruggevonden zijn. Deze werden opnieuw door musicologen gecomponeerd. In augustus 1984 werd de gereconstrueerde versie van deze opera tijdens het Rossini Opera Festival in Pesaro voor het eerst opgevoerd, onder leiding van Claudio Abbado. De cd-opname die van deze serie eerste voorstellingen door Deutsche Grammophon werd gemaakt, ontving meerdere prijzen en droeg bij aan de wereldwijde bekendmaking van de opera. Al snel werd het werk door meerdere operahuizen uitgevoerd. De Vlaamse Opera in Antwerpen bracht het in december 2011; De Nationale Opera in Amsterdam presenteerde acht voorstellingen in januari en februari 2015.

## Het verhaal[1]
Een internationaal elitegezelschap heeft zich verzameld om door te reizen naar Reims en daar de kroning van Karel X bij te wonen. In afwachting daarvan zijn de dames en heren druk bezig met elkaar te flirten en ruzie te maken. Gravin Folleville krijgt een zenuwcrisis wanneer er een probleem is met haar bagage; iedereen maakt zich druk over van alles en nog wat. Don Profondo, een kunstkenner, inventariseert de kostbare bezittingen van zijn reisgenoten. Na veel verwikkelingen blijkt plotseling dat de reis niet door kan gaan omdat er geen vervoer beschikbaar is. In een groots ensemble bezingen de reizigers hun lot. Dan komt er een brief uit Parijs: de koning zal daar na de plechtigheid uit Reims terugkeren en er staan grootse feesten op stapel. De gravin biedt allen gastvrij onderdak aan in haar Parijse huis. Daarop vooruitlopend bouwt de groep alvast een feest, waarbij liederen worden gezongen uit Duitsland, Polen, Rusland, Spanje, Engeland, Frankrijk en Tirol. De kunstenares Corinna improviseert op het thema 'Karel de Tiende, Koning van Frankrijk'. Als finale klinkt een gezamenlijke lofzang op de nieuwe koning.

## Personages
- Corinna, een beroemde Romeinse improvisatrice (sopraan)
- Markiezin Melibea, een Poolse dame, weduwe van een Italiaanse generaal die gesneuveld is op de dag van hun huwelijk (alt)
- Gravin van Folleville, een elegante en levendige jonge Franse weduwe die dol is op mode (sopraan)
- Madama Cortese, een geestige en beminnelijke vrouw, geboren in Tirol, echtgenote van een Franse handelsreiziger en eigenaresse van het hotel (sopraan)
- Ridder Belfiore, een vrolijke en knappe jonge Franse officier die alle dames het hof maakt, vooral de gravin van Folleville, en die genoegen schept in de schilderkunst (tenor)
- Graaf van Libenskof, een Russische generaal met een onstuimig karakter die verliefd is op de markiezin Melibea en bijzonder jaloers van aard is (tenor)
- Lord Sidney, een Engelse kolonel die in het geheim verliefd is op Corinna (bas)
- Don Profondo, een letterkundige die bevriend is met Corinna, lid van verschillende academische genootschappen en dol op antiquiteiten (buffo)
- Baron von Trombonok, een Duitse majoor, die dol is op muziek (buffo)
- Don Alvaro, een Spaanse edelman, marine-officier, verliefd op markiezin Melibea (bas)
- Don Prudenzio, de huisarts van het hotel (bas)
- Don Luigini, een neef van de gravin Folleville (tenor)
- Delia, een Grieks weesmeisje, beschermelinge en reisgenote van Corinna (sopraan)
- Maddalena, afkomstig uit Normandië, huishoudster van het hotel (mezzosopraan)
- Modestina, een verstrooid, bedeesd, traag meisje, kamenierster van de gravin van Folleville (mezzosopraan)
- Zefirino, bode (tenor)
- Antonio, huismeester (bas)
- Gelsomini, huisdienaar (tenor)

## Opnames
CD's
- 1984 Claudio Abbado, Chamber Orchestra of Europe (première-opname), Fonitcetra
- 1984 Claudio Abbado, Chamber Orchestra of Europe, Deutsche Grammophon
- 1992 Claudio Abbado, Berliner Philharmoniker, Sony

DVD's
- 2004, Jesús López Cobos, Gran Teatre del Liceu Barcelona, Enscenering: Sergi Belbel, Naxos
- 2007, Valery Gergiev, Mariinskitheater St. Petersburg, Enscenering: Alain Maratrat